# 百部科
百部科（学名：Stemonaceae）包括4属约25-35种，分布于东亚、东南亚和大洋洲北部，北美洲有1种，中国有2属9种，分布在南方各地。
本科植物多為多年生草本，有根状茎或块根；叶有明显的基出脉和平行的横脉；花两性，辐射对称，花被4，花瓣状，果实为蒴果，开裂为2瓣。

## 下级分类
本科包括以下属：
- 黄精叶钩吻属 Croomia Torr.
- 鳞百部属 Pentastemona Steenis
- Roxburghia Roxb.，为百部属（ Stemona Lour.）的异名
- Spirellea E.Knobloch & D.H.Mai, 1984
- 百部属 Stemona Lour.
- Stemone Franch. & Sav., 1876
- 羽脉百部属 Stichoneuron Hook.f.
  - Stichoneuron bognerianum Duyfjes
  - Stichoneuron calcicola Inthachub
  - Stichoneuron caudatum Ridl.
  - Stichoneuron halabalense Inthachub
  - 羽脉百部 Stichoneuron membranaceum Hook.f.

有的分类法将鳞百部属单独划为鳞百部科（Pentastemonaceae）。
1981年的克朗奎斯特分类法将其列在百合目中，1998年根据基因亲缘关系分类的APG 分类法认为应该划入露兜树目。